# Cristódulo Latrinos de Patmos
Cristódulo Latrinos de Patmos (Nicea, Bitinia, c. 1021 -  Eubea, 1093), fue un monje e higúmeno. Su festividad se celebra tanto el 21 de octubre como el 16 de marzo.

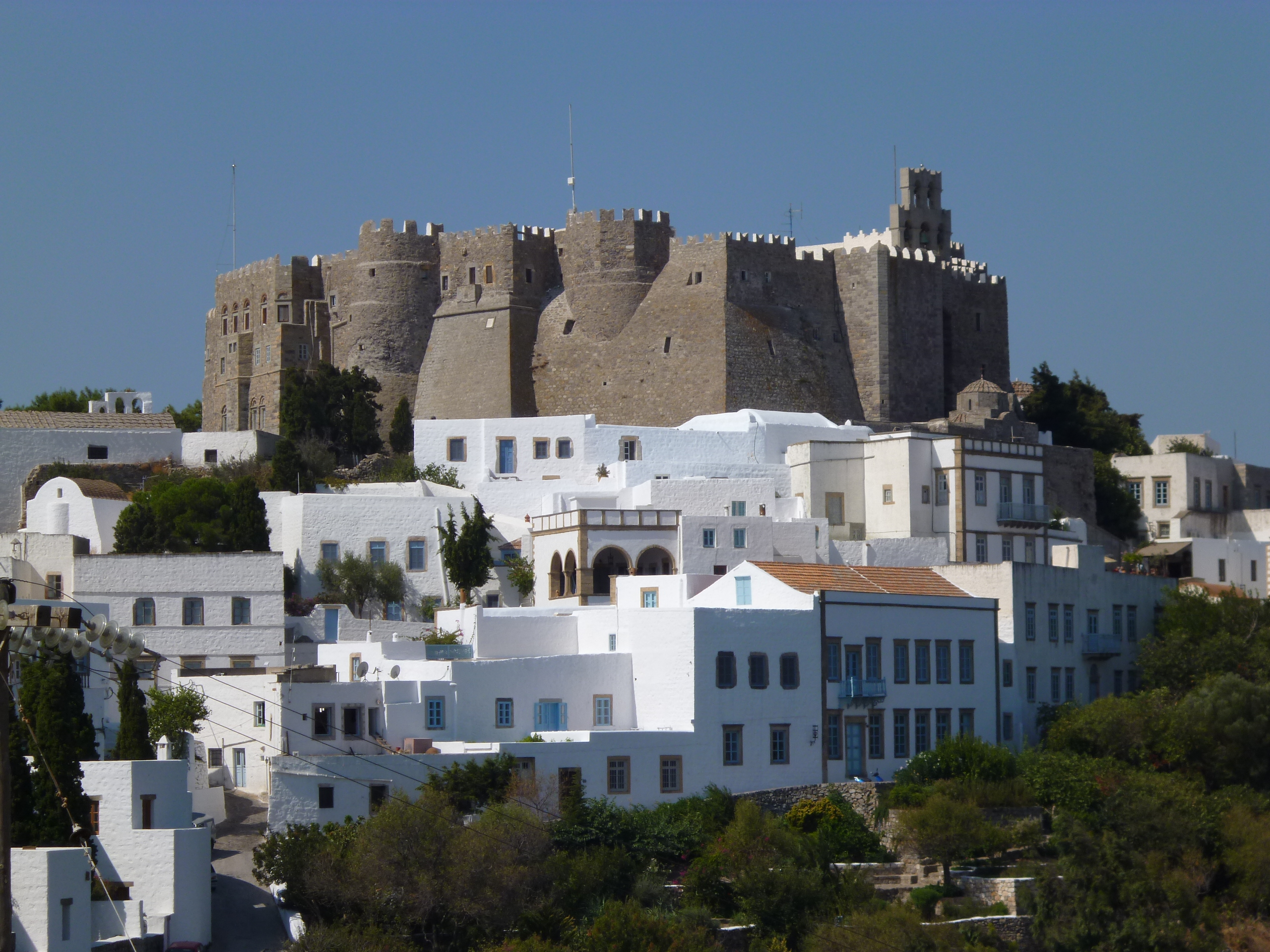
El monasterio de Patmos.

## Biografía
Se convirtió en monje en el monasterio del Monte Olimpo en Bitinia, donde fue bautizado como Cristódulo. Vivió en Jerusalén hasta la conquista sarracena en 1099 y posteriormente se trasladó al monte Latmos de Caria. Aquí fundó un monasterio y una biblioteca.
Huyó de una nueva invasión y se refugió en la isla de Cos donde fundó el monasterio de Santa María de Kastrianon (1082).
Posteriormente, en 1088, con la ayuda del emperador Alejo Comneno, fundó un monasterio en la isla de Patmos, inicialmente llamado «de San Juan Evangelista» hoy Monasterio de San Juan el Teólogo.
Durante la invasión sarracena de Patmos, encontró refugio en la isla de Eubea, donde murió el 16 de mayo de 1093.
Algunas fuentes sitúan su vida posterior y su muerte en 1100, como el teólogo Omer Englebert en La Fleur des Saints, que también le atribuye un tratado sobre la Manera de Servir a Dios:
« [...] pero ellos [los monjes] le declararon que era demasiado difícil de comprender pero sobre todo de practicar; y nuestro reformador se depidió de ellos.»